# Castro de Romariz
O Castro de Romariz é um povoado fortificado datado do século V a.C., com ocupação até ao século I d.C.. Considerado uma das estações arqueológicas mais significativas da região de Entre Douro e Vouga, foi classificado como Imóvel de Interesse Público, pelo Decreto-Lei nº 34 452, de 20 de Março de 1945.
Esta estação arqueológica foi identificada em meados do século XIX, com a descoberta de um tesouro monetário – o tesouro de Romariz. Após um largo período de abandono, deu-se início em 1980, a uma nova fase de trabalhos arqueológicos sistemáticos, com o estudo das origens e evolução do habitat castrejo, identificando as diversas fases de ocupação proto-histórica e romana, analisando os aspectos de aculturação face às influências mediterrânicas e aos modelos introduzidos pela romanização.